# 요제프 베르히톨트
요제프 베르히톨트(독일어: Joseph Berchtold, 1897년 3월 6일 ~ 1962년 8월 23일)는 돌격대과 슈츠스타펠의 공동창당자였다.
베르히톨트는 제1차 세계대전에 참전했고, 독일이 패전하자 당시 소규모 극단주의 단체였던 독일노동자당에 가입했다. 나치당으로 알려지자 당에 남아 1926년 4월부터 1927년 3월까지 슈츠슈타펠의 두 번째 사령관이 되었다.
친위대 지도자직을 사임한 후 베르흐톨트는 나치 잡지와 저널에 글을 쓰면서 많은 시간을 보냈다. 그는 전쟁에서 살아남았지만 연합군에 의해 체포되었다. 베르흐톨트는 나중에 풀려났고 1962년에 사망했다. 그는 친위대 독일군 총사령관직을 역임한 마지막 생존자였고 2차 세계대전에서 살아남은 유일한 사람이었다.

## 참고 문헌
- Cook, Stephen; Russell, Stuart (2000). 《Heinrich Himmler's Camelot: the Wewelsburg Ideological Center of the SS, 1934-1945》. Kressmann-Backmeyer. ISBN 978-0967044309.
- Hamilton, Charles (1984). 《Leaders & Personalities of the Third Reich, Vol. 1》. R. James Bender Publishing. ISBN 0-912138-27-0.
- McNab, Chris (2009). 《The SS: 1923–1945》. Amber Books Ltd. ISBN 978-1-906626-49-5.
- Miller, Michael (2006). 《Leaders of the SS and German Police, Vol. 1》. San Jose, CA: R. James Bender. ISBN 978-93-297-0037-2.
- Miller, Michael (2015). 《Leaders Of The Storm Troops Volume 1》. England: Helion & Company. ISBN 978-1-909982-87-1.
- Shirer, William L. (1960). 《The Rise and Fall of the Third Reich》. New York: Simon & Schuster. ISBN 978-0-671-62420-0.
- Weale, Adrian (2010). 《The SS: A New History》. London: Little, Brown. ISBN 978-1408703045.
- Wegner, Bernd (1990). 《The Waffen-SS: Organization, Ideology and Function》. Blackwell. ISBN 0-631-14073-5.